# Rue Galilée
La rue Galilée est une voie des 8e et 16e arrondissements de Paris. 

## Situation et accès
Elle commence au 53 avenue Kléber et se termine au 115 avenue des Champs-Élysées. Longue de 800 mètres et large de 13 mètres, elle croise successivement l’avenue d’Iéna et l’avenue Marceau. 
Elle est desservie par la ligne 6 (station Boissière) à son extrémité ouest et par la ligne 1 (station George V) à son extrémité est.

## Origine du nom

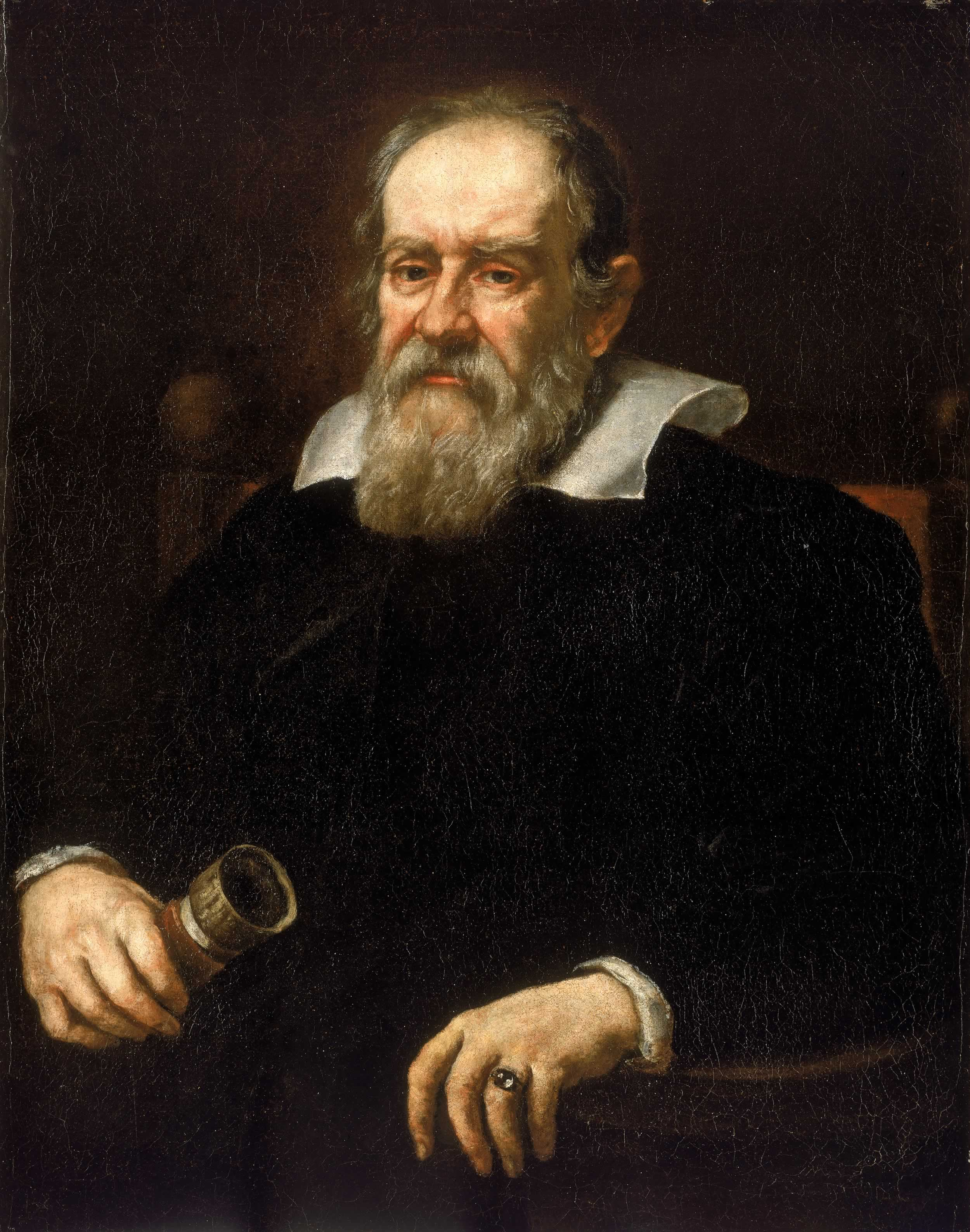
Galilée.

Elle porte le nom du célèbre astronome Galileo Galilei (1564-1642).

## Historique
La section la plus ancienne de cette rue est celle comprise entre la place des États-Unis et la rue Vernet qui est indiquée sur le plan de Verniquet de 1789 sous le nom de « chemin de Versailles » puis « rue du Banquet » de 1849 à 1852, en raison du grand banquet patriotique qui eut lieu en 1848. Un plan de 1790 mentionne « chemin des Bouchers ».
Elle fut prolongée en 1853 jusqu'à l'avenue des Champs-Élysées.
La rue prend sa dénomination actuelle le 24 août 1864, date à laquelle elle est une nouvelle fois prolongée jusqu'à l'avenue Kléber.

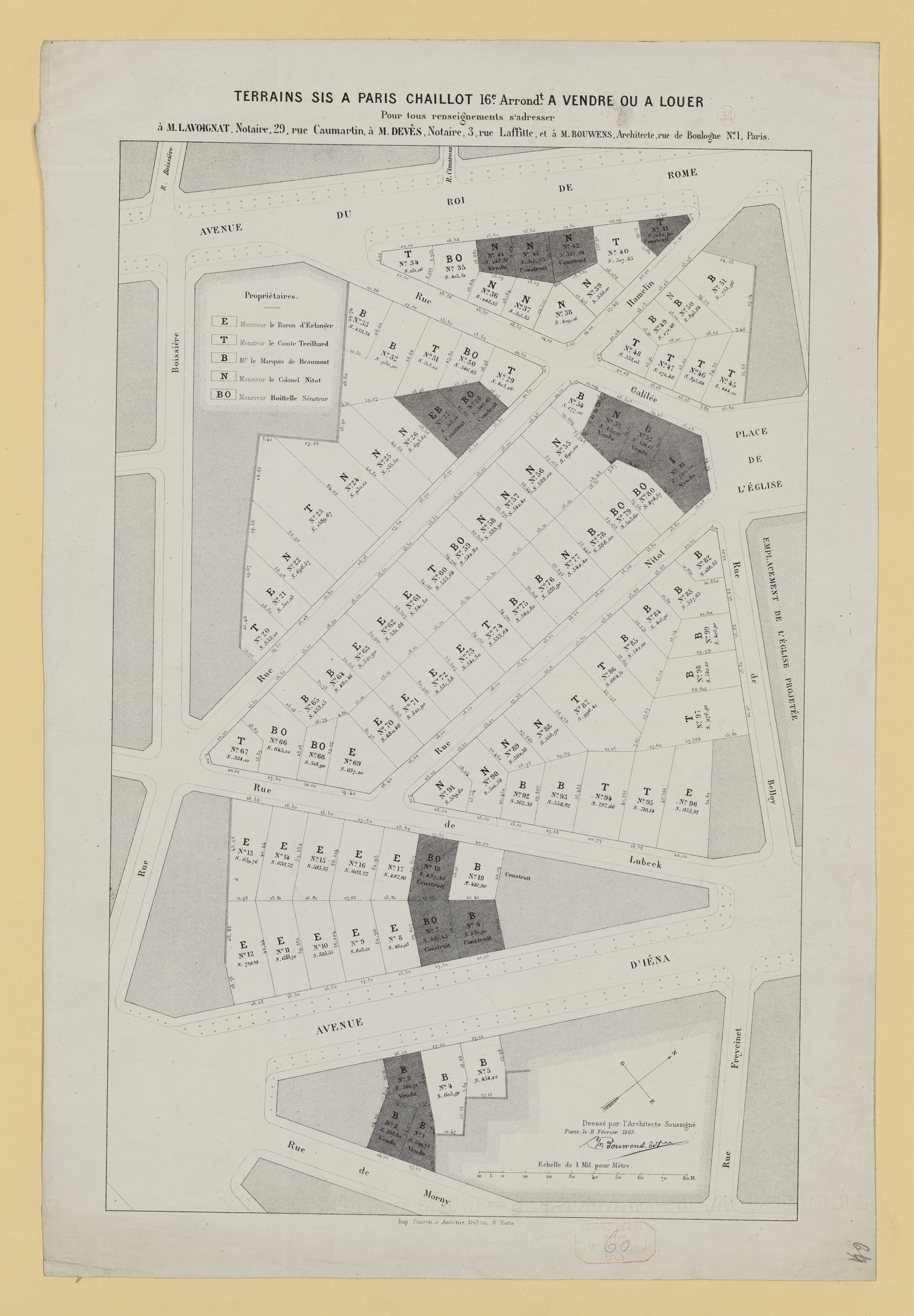
Plan des terrains à vendre en 1869.
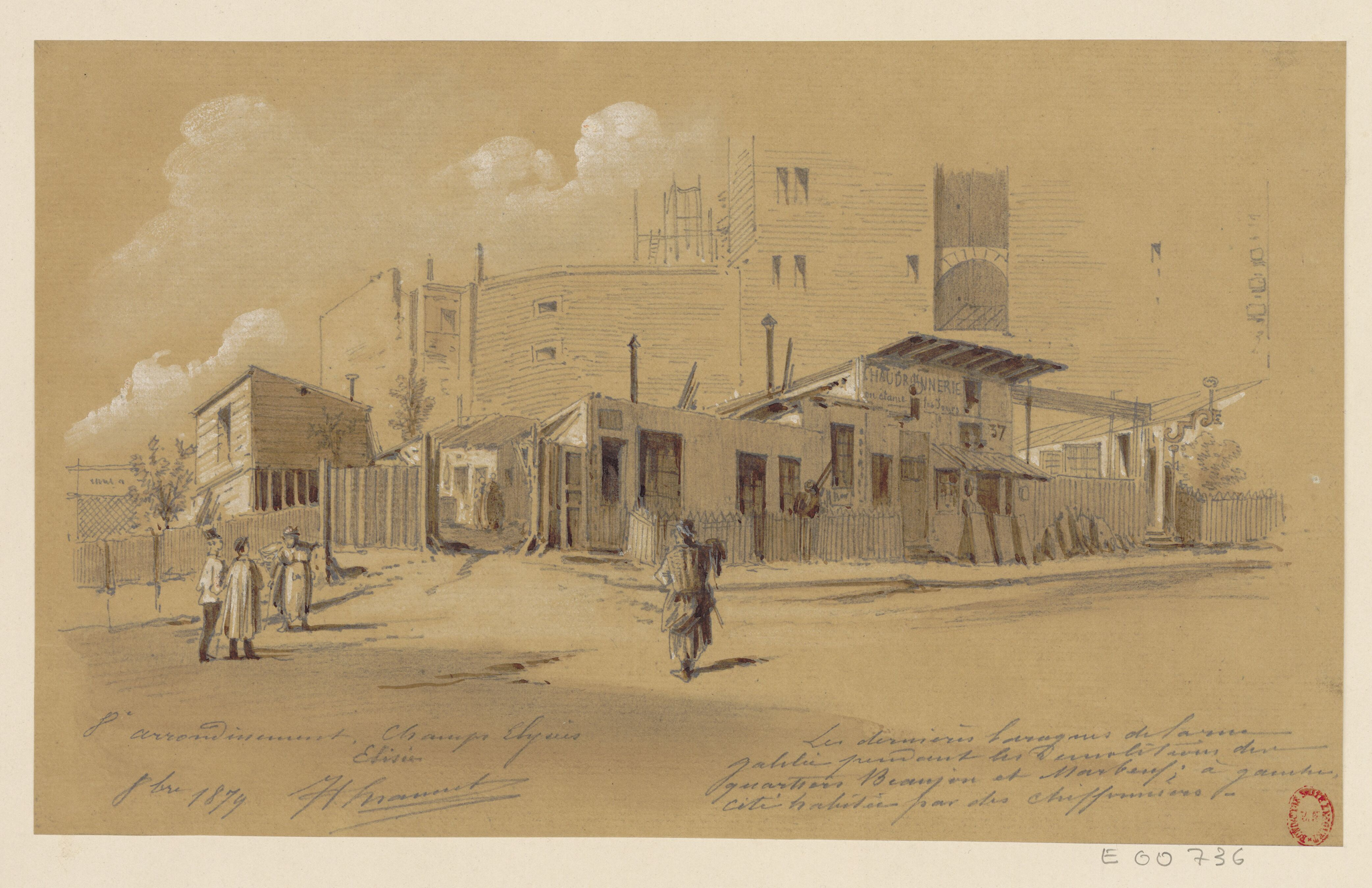
Vue des dernières baraques de la rue Galilée pendant les démolitions des quartiers Beaujon et Marbeuf ; à gauche cité habitée par des chiffonniers (dessin de Jules-Adolphe Chauvet de 1879).
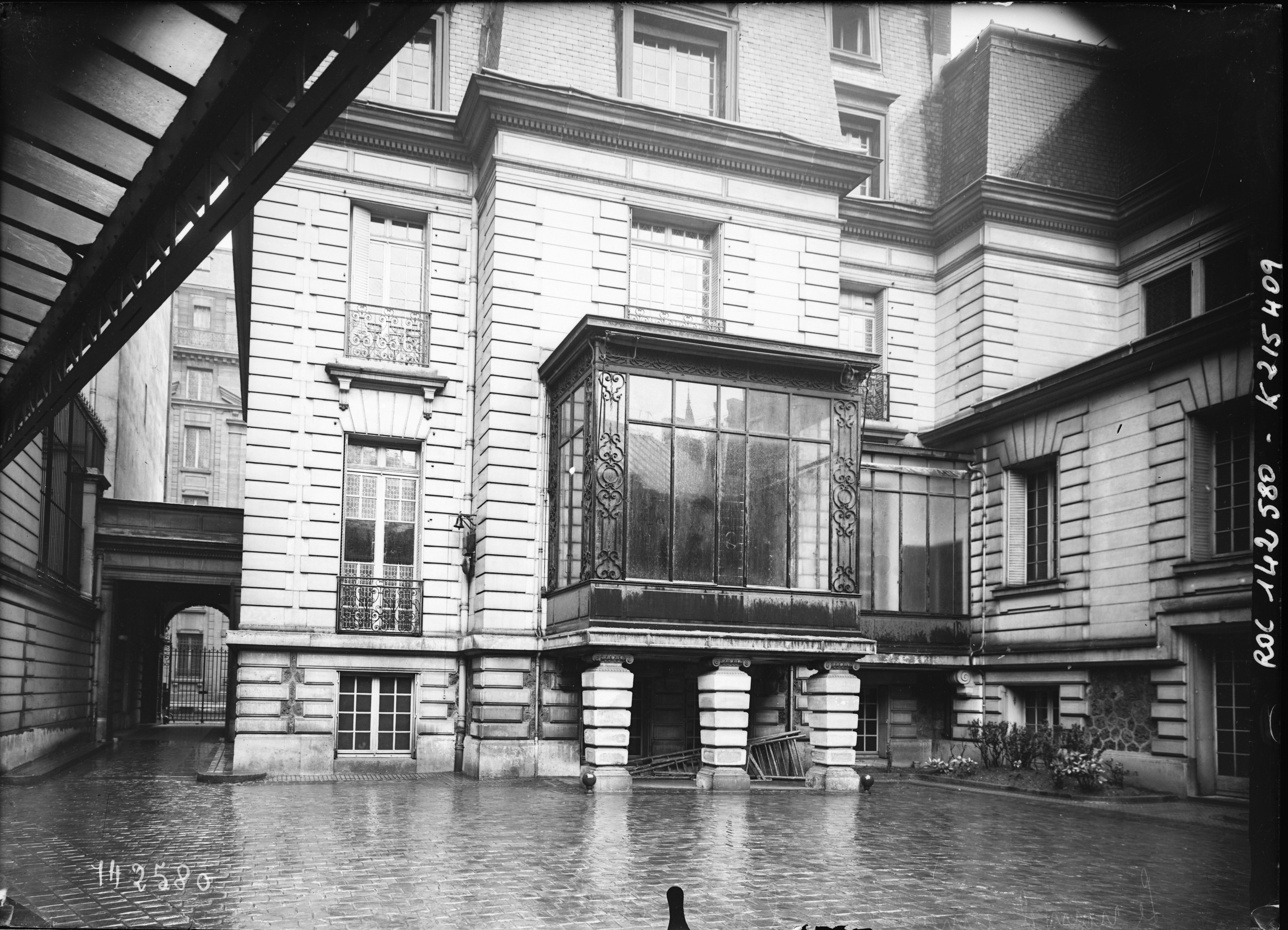
No 6 : l'immeuble de l'Aéro-Club de France en 1929.

## Bâtiments remarquables et lieux de mémoire
- No 6 : Aéro-Club de France.
- No 9 (angle rue de l'Amiral-Hamelin) : immeuble de cinq étages édifié en 1883 par l’architecte Henri Fivaz[2].
- No 12 : ambassade du Salvador.
- No  18 : propriété de la SCI MA Meunier dirigé par le Groupe Mabrouk, dont les propriétaires sont des proches de l'ancien président tunisien Zine el-Abidine Ben Ali[3].
- No 23 : consulat général de Grèce ; ambassade de Chypre.
- No 30 : immeuble néo-Renaissance édifié par l'architecte Paul Sédille en 1895 ; les cariatides sont sculptées par André Allar[4].
- No 58 : hôtel du marquis de Sers (en 1910)[5].
- No 61 : hôtel de M. F. Schmit (en 1910)[5].

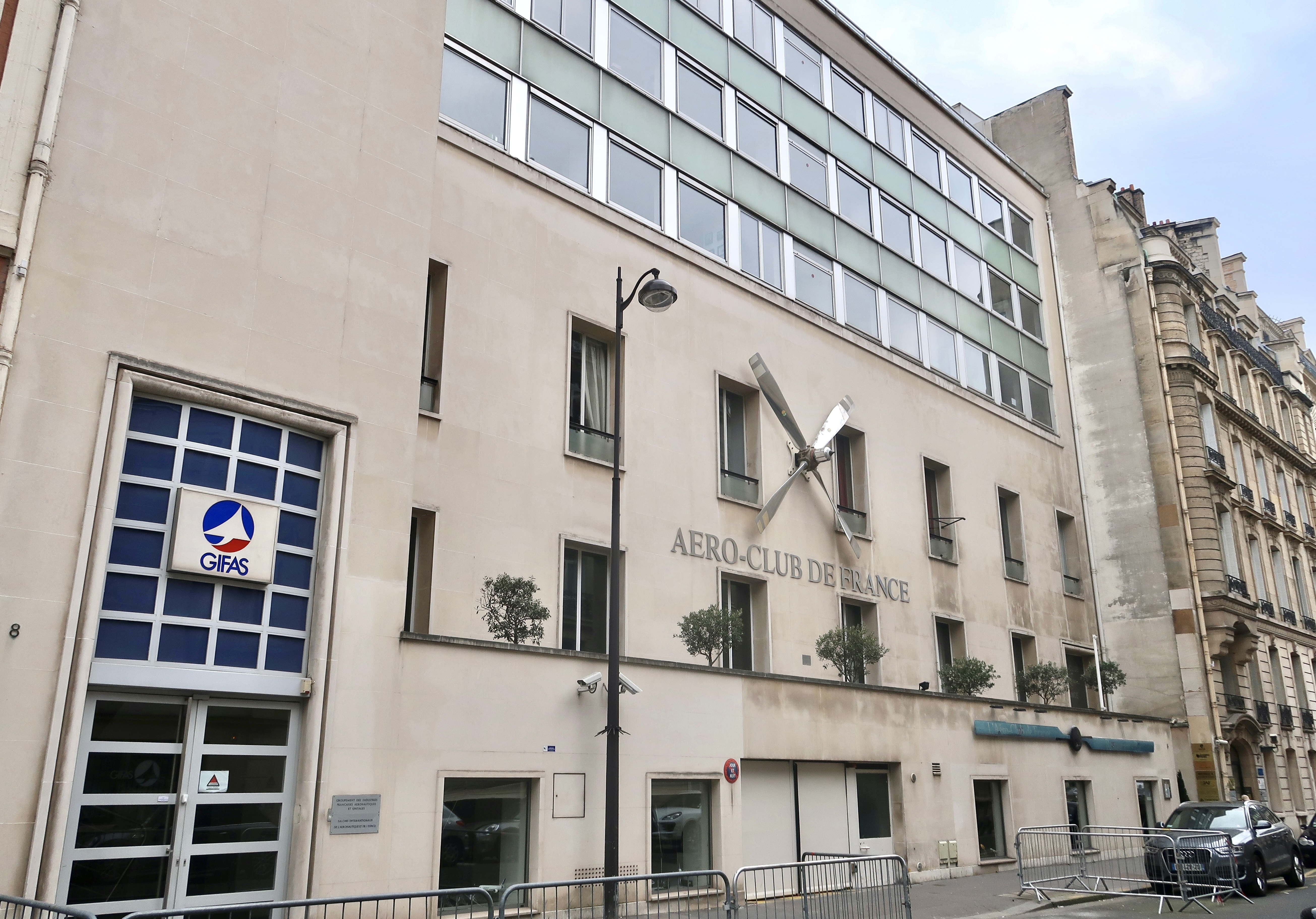
No 6.
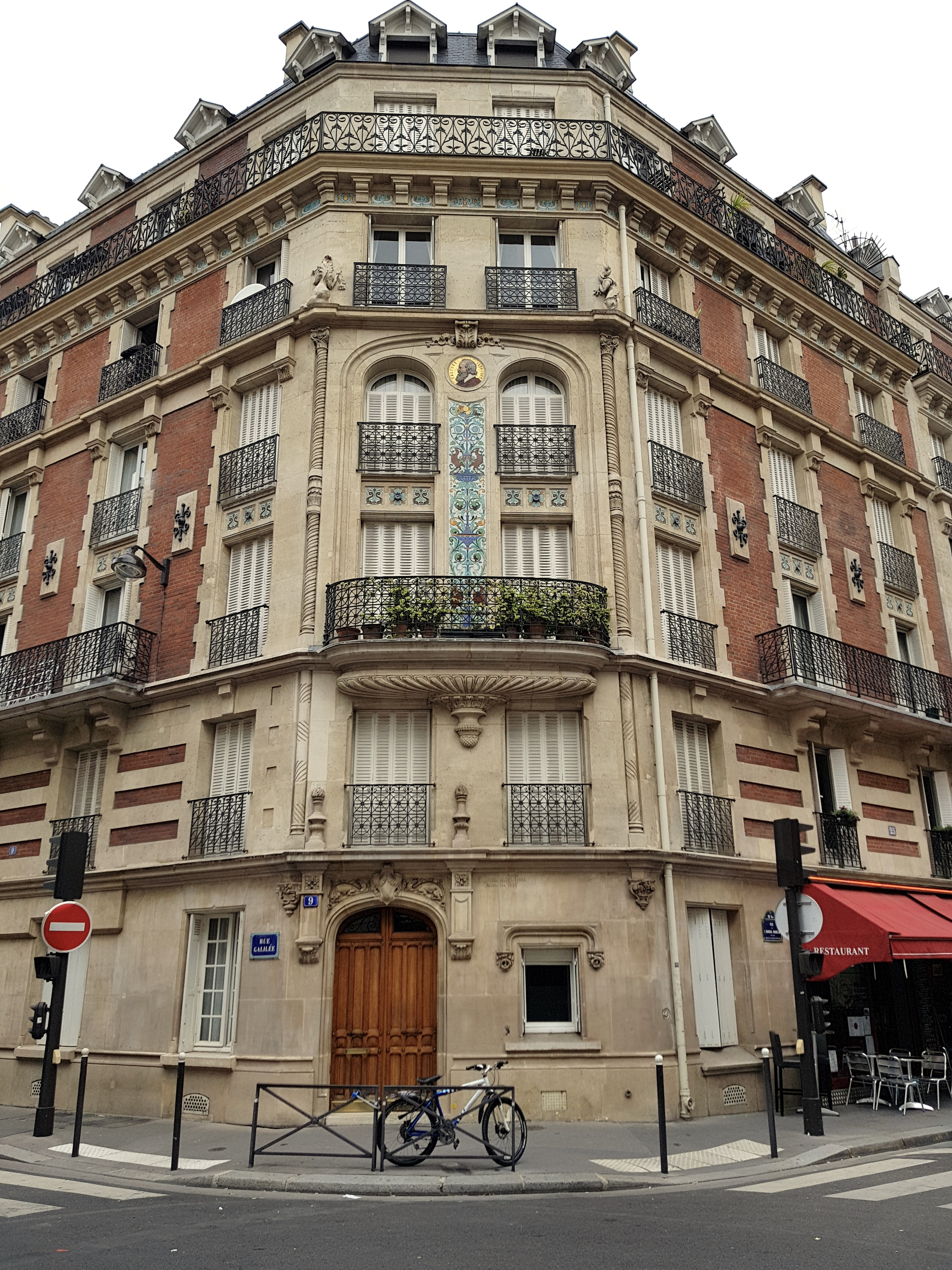
No 9 (1883).
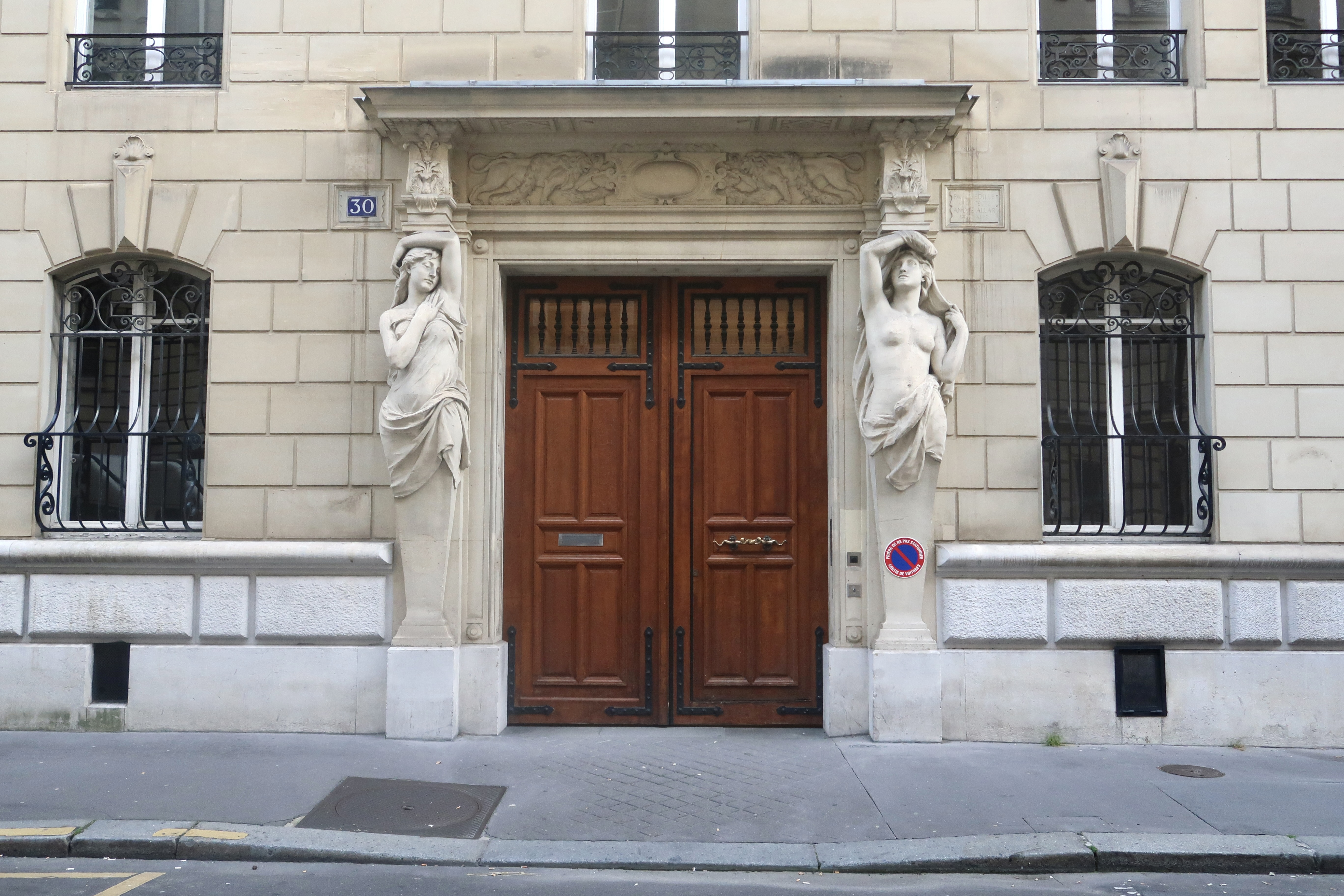
No 30 (1895).
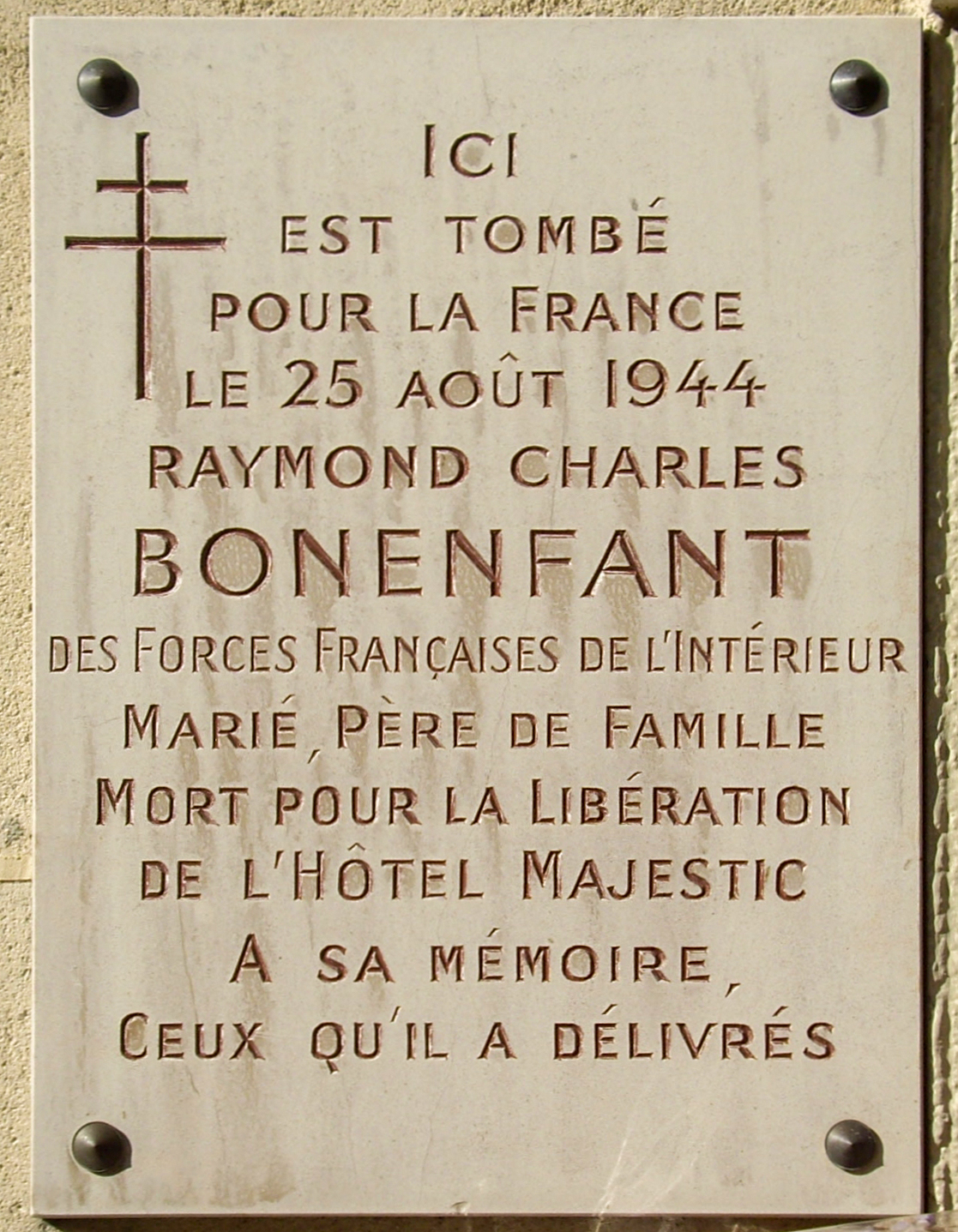
Plaque au no 17, en hommage au résistant Raymond Bonenfant[6], mort pour la libération de l'hôtel Majestic, pendant la Libération de Paris.
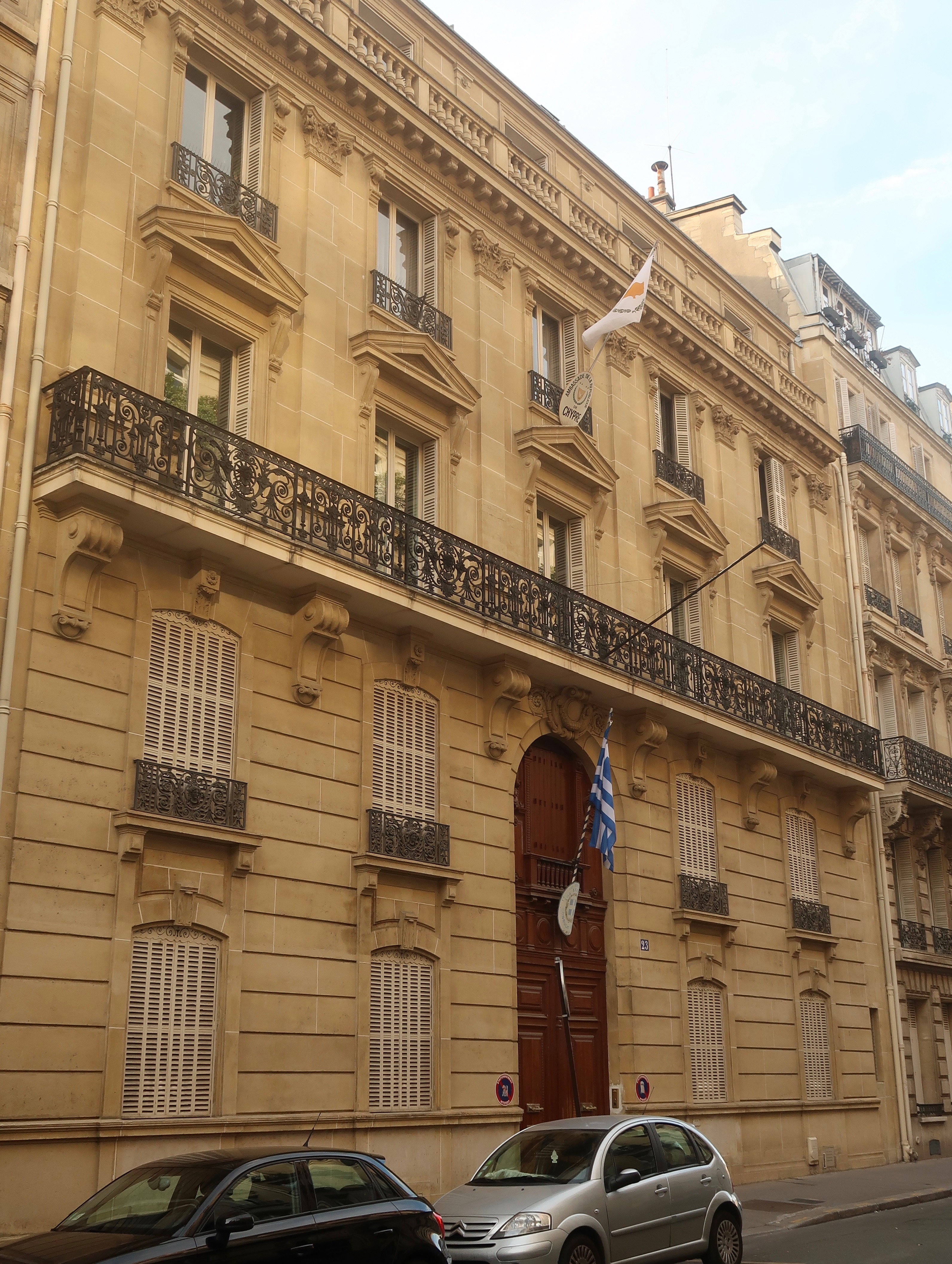
No 23.

## Sources
- Félix de Rochegude, Promenades dans toutes les rues de Paris : VIIIe arrondissement, Paris, Hachette, 1910 (lire en ligne).